# ラゲールの陪多項式
ラゲールの陪多項式（ラゲールのばいたこうしき、associated Laguerre polynomials）とは、常微分方程式
{\displaystyle \left(x{\frac {d^{2}}{dx^{2}}}+(k+1-x){\frac {d}{dx}}+(n-k)\right)L_{n}^{k}(x)=0}
を満たす多項式 {\displaystyle L_{n}^{k}(x)} のことを言う。ただし {\displaystyle k} は {\displaystyle 0\leq k\leq n} を満たす整数である。
{\displaystyle k=0} のときの微分方程式はラゲールの微分方程式と呼ばれ、その解 {\displaystyle L_{n}(x)} をラゲールの多項式という。
ラゲールの陪多項式とラゲールの多項式は次の関係で結ばれている。
{\displaystyle L_{n}^{k}(x)={\dfrac {d^{k}}{dx^{k}}}L_{n}(x)}
またロドリゲスの公式 (Rodrigues's Formula) として以下の形にも表せる。
{\displaystyle {\begin{array}{lcl}L_{n}^{k}(x)&=&{\dfrac {d^{k}}{dx^{k}}}\left(e^{x}{\dfrac {d^{n}}{dx^{n}}}\left(x^{n}e^{-x}\right)\right)\\&=&\displaystyle {\sum _{m=0}^{n-k}(-1)^{m+k}{\dfrac {(n!)^{2}}{m!(m+k)!(n-m-k)!}}x^{m}}\end{array}}}
母関数は
{\displaystyle G(t,x)={\dfrac {(-1)^{k}}{(1-t)^{k+1}}}\exp \left({-{\dfrac {xt}{1-t}}}\right)=\sum _{n=0}^{\infty }L_{n}^{k}(x){\dfrac {t^{n-k}}{n!}}}
である。
{\displaystyle k=0} のとき{\displaystyle L_{n}(x)}について
{\displaystyle x{\dfrac {d}{dx}}L_{n}(x)=nL_{n}(x)-n^{2}L_{n-1}(x)}
{\displaystyle L_{n+1}(x)=(2n+1-x)L_{n}(x)-n^{2}L_{n-1}(x)}
という漸化式が成り立ち、後者から
{\displaystyle L_{0}(x)=1}
{\displaystyle L_{1}(x)=-x+1}
{\displaystyle L_{2}(x)=x^{2}-4x+2}
{\displaystyle L_{3}(x)=-x^{3}+9x^{2}-18x+6}
である。
量子力学において、球対称ポテンシャルのシュレディンガー方程式（代表的なものは水素原子におけるシュレーディンガー方程式）の動径方向の解は、ラゲールの陪多項式を用いて表される。